# Friedrich-Franz-Alexandra-Kreuz
Das Friedrich-Franz-Alexandra-Kreuz wurde am 15. November 1912 durch Großherzog Friedrich Franz IV. von Mecklenburg und dessen Frau, Großherzogin Alexandra, gestiftet. Es konnte an Männer und Frauen für Verdienste an der Front oder im rückwärtigen Gebiet, so zum Beispiel für die Kranken- und Verwundetenpflege, verliehen werden.

## Das Ordenszeichen
Das Ordenszeichen ist ein silbernes Kreuz, in dessen Mitte das Porträt der Stifter nach links blickend versetzt nebeneinander zu sehen ist. Auf der Rückseite befindet sich ein verschlungenes F.F. A., die Inschrift Für Werke der Nächstenliebe sowie das Datum der Stiftung.
Getragen wurde der Orden an einem weißen Band mit gold-roten Seitenstreifen. Er konnte auch am blauen Band des Militärverdienstkreuzes verliehen werden.

## Verleihungen
Insgesamt sind 951 Verleihungen nachweisbar.